# Michał Puzyna
Michał Puzyna herbu Oginiec (ur. ok. 1664 w Upicie, zm. 1723 w Gwoźdzcu) – książę, polityk, pisarz wielki litewski w 1717 roku, chorąży nadworny litewski w 1712 roku, regent kancelarii mniejszej litewskiej w 1699 roku, starosta stęgwilski, dyplomata. 

## Życiorys
Urodzony około 1664 roku w Upicie, pochodził z upickiej, kalwińskiej gałęzi kniaziów Puzynów. Był synem Andrzeja Kazimierza, kasztelana mińskiego i Eufrozyny Chrząstowskiej herbu Krzywda, cywunianki birżańskiej. Należał do stronnictwa antysapieżyńskiego, wziął udział w bitwie pod Olkiennikami 18 listopada 1700. W wojnie północnej stał po stronie króla Augusta II. 18 sierpnia 1712 został chorążym nadwornym litewskim i otrzymał starostwo stęgwilskie. W 1712 Puzyna i Marcin Wołłowicz (Marcjan Dominik Wołłowicz), marszałek wielki litewski posłowali do cara Piotra I, jako wysłannicy walnej rady warszawskiej. Tamtejsi posłowie sascy (Friedrich Vitzthum von Eckstädt i Johann Adolf von Loß) czynili im trudności, ponieważ bali się, że Piotr Wielki przyzna zdobyte na Szwedach Inflanty Polsce zamiast bezpośrednio Augustowi II, a więc Saksonii. Kolejne poselstwo do Petersburga odbył, wraz z wojewodą mazowieckim Stanisławem Chomentowskim, w 1720 roku. Przypisuje się jemu autorstwo jednego z najwcześniejszych i najobszerniejszych polskich opisów nowo powstałego miasta Petersburga, pt. „Krótkie opisanie miasta Petersburga i dziejów w niem anno 1720”.
Był podobnie jak ojciec katolikiem, ale zapisał się chlubnie w pamięci ewangelików, bowiem w 1682 ocalił podczas tumultu w Wilnie kaznodziejów ewangelickich, ukrywając ich w klasztorze franciszkańskim, o czym z dużym uznaniem wspominał Henryk Merczyng, sądząc, iż prawdopodobnie na jego zachowanie miała wpływ pamięć o ewangelickich przodkach.
Jako poseł powiatu starodubowskiego był uczestnikiem Walnej Rady Warszawskiej 1710 roku. W 1718 był posłem na sejm z powiatu upickiego. W 1716 zakupił w Gdańsku drukarnię jezuicką i ofiarował ją kolegium warszawskiemu oraz w 1721 odnowił z żoną kościół pod wezwaniem Niepokalanego Poczęcia NMP w Gwoźdźcu oraz ufundował z żoną przy nim klasztor Bernardynów. Był posłem powiatu upickiego na sejm 1720 roku.
Był dziedzicem znacznego majątku, wzbogaconego posagiem żony Zofii z Potockich, która wniosła do domu Puzynów rozległe dobra w ziemi halickiej z Gwoźdzcem, był dziedzicem również miasta Kamionki w Lubelskiem oraz posiadał Pałac tzw. Puzynowski na Podwalu w Warszawie, który zapisał córkom: Ewie Franciszce Mrozowickiej i Konstancji Mierzejewskiej.
Zmarł w 1723 roku w Gwoźdzcu.
Jego żoną była Zofia Potocka herbu Srebrna Pilawa, córka Andrzeja Jerzego, starosty jabłonowskiego i Bogumiły Elżbiety Suchodolskiej herbu Janina. Po śmierci Puzyny wdowa wyszła ponownie za mąż za Ludwika Kalinowskiego herbu Kalinowa na Sidorowie i Hańsku, kasztelanica kamienieckiego, starostę winnickiego i dobrzyniowskiego, rotmistrza chorągwi pancernej.
Miał synów Jana Andrzeja Józefa i Andrzeja Rajmunda, zmarłych w dzieciństwie. Pozostawił córki: Ewę Franciszkę, zamężną za Adamem Mrozowickim herbu Prus III, starostą stęgwilskim i regimentarzem wojsk koronnych oraz Konstancję, zamężną 1v. za Andrzejem Krzysztofem Mierzejewskim herbu Szeliga, kasztelanem sochaczewskim, 2v. za Stanisławem Kostką Puzyną, starostą upickim i próchnickim.

## Wywód przodków
| 4. Hieronim Puzyna       |  |                             |  |  |                  |
|                          |  | 2. Andrzej Kazimierz Puzyna |  |  |                  |
| 5. Estera Skrobowicz     |  |                             |  |  |                  |
|                          |  |                             |  |  | 1. Michał Puzyna |
| 6. Stefan Chrząstowski   |  |                             |  |  |                  |
|                          |  | 3. Eufrozyna Chrząstowska   |  |  |                  |
| 7. Konstancja Średzińska |  |                             |  |  |                  |
|                          |  |                             |  |  |                  |